# Aladen
A ALADEN (Alunos Administradores e Empreendedores em Enfermagem), surgiu na Universidade de Brasília (UnB), em 6 de setembro de 2002, como uma vertente do movimento de empresas juniores mundialmente respeitada.
Na busca de uma maneira legal para realização de ações sociais para a comunidade e educativas para os alunos de enfermagem desta universidade, os alunos Tiago Pessoa Alves e Diogo Penha Soares, já participantes de movimentos voluntários, como a Cruz Vermelha Brasileira, e empenhados com a qualidade do ensino universitário, praticando estes ideais em centros acadêmicos e movimentos estudantis, conheceram a ideia "empresa júnior" e convocaram outros alunos para o desenvolvimento do projeto, entre eles: Leonardo Batista Silva, Bárbara de Albuquerque Berçot, Ana Carolina Rios Barbosa, Ana Cristina Carvalho da Costa, Simone Luzia Fidélis de Oliveira, Camila Carloni Gaspar, Widney de Castro Baião, Letícia Fontes Contaefer e Fernanda Campos Ledes.
A principal atividade da ALADEN seria a qualificação de pessoal para atuarem na área da saúde, tanto de forma fundamental, com ensinamentos básicos, quanto consultoria de serviços, para avaliação de pontos para especialização ou correção de atividades.
O trabalho inicial se empenhou na busca de parceiros, como conselhos regionais e federal de enfermagem, associações e sindicatos, representados em reuniões nas entidades e encontros promovidos por elas, também foi divulgado em universidades e escolas, como Universidade Estadual de Mato Grosso do Sul (UEMS- Dourados), FINATEC / UnB e escolas técnicas de enfermagem em Brasília.
Mas com a conclusão do curso por estes alunos o trabalho foi interrompido, sendo que nenhuma outra diretoria foi formada.